# Euryattus wallacei
Euryattus wallacei är en spindelart som först beskrevs av Tord Tamerlan Teodor Thorell 1881.  Euryattus wallacei ingår i släktet Euryattus och familjen hoppspindlar. Inga underarter finns listade i Catalogue of Life.